# Le Labyrinthe des Anges, deuxième partie
Le Labyrinthe des Anges, deuxième partie (Flesh and Stone) est le cinquième épisode de la saison 5 de la deuxième série de la série télévisée britannique de science-fiction Doctor Who et conclut l'histoire entamée avec Le Labyrinthe des Anges, première partie.

## Synopsis
Le Docteur, Amy, River Song, le Père Octavian et ses clercs se retrouvent sur la pointe avant du Byzantium, contemplant la surface d'Alfava Metraxis et les Anges pleureurs, après avoir été pris par la gravité artificielle du vaisseau à la suite de l'explosion du globe de gravité. Le groupe parvient à rejoindre le poste de commande secondaire tout en étant poursuivi par les Anges régénérés, qui sont également parvenus à sauter vers le vaisseau. Ce faisant, Amy se met à énoncer un compte à rebours depuis dix sans même s'en apercevoir. L'Ange qui s'exprime par la voix de Bob déclare que c'est un compte à rebours vers le moment où ils la tueront, après quoi ils prendront le contrôle de l'univers. Le Docteur demande aux Anges d'où ils pensent tirer l'énergie qui leur permettra de s'emparer de l'univers, mais les Anges se contentent de rire de l'ignorance du Docteur quant à la situation. Le Docteur se retourne et découvre une énorme fissure dans la paroi du vaisseau, semblable à celle dans la chambre d'Amy dans Le Prisonnier zéro, et semblable à celle vue dans La Bête des bas-fonds et dans La Victoire des Daleks, c'est une faille dans l'univers. Tandis que la petite troupe s'échappe dans l'unité de production d'oxygène du vaisseau, une forêt géante, le Docteur examine la faille, avant de remarquer qu'il est encerclé par les Anges pleureurs. Il avertit les Anges qu'ils se repaissent de son énergie temporelle mais que cette faille n'est pas la source d'énergie qu'ils attendent ; c'est en fait un feu à l'extrémité de l'univers, un feu qui les consumera. Les ayant distraits par cette idée, il s'enfuit, sans sa veste, et se lance rapidement à la poursuite de ses compagnons.
Amy s'effondre sur le sol de la forêt, les Anges sont en train de la tuer. Se souvenant que l'image d'un Ange est elle-même un Ange, le Docteur réalise qu'Amy a l'image d'un Ange pleureur dans le cortex visuel de son cerveau. Le Docteur lui dit de fermer les yeux afin de fermer son centre de la vision. Si elle ouvre les yeux pendant plus d'une seconde, l'Ange la tuera. Elle est laissée seule avec les clercs tandis que les Anges pleureurs progressent, et que le Docteur, River et le père Octavian se dirigent vers une autre salle de contrôle. Alors qu'ils tentent d'y pénétrer, un ange se saisit d'Octavian. Le Docteur ne peut rien faire pour le sauver et Octavian lui enjoint de partir et de rejoindre River à l'intérieur. Juste avant sa mort inévitable, Octavian révèle au Docteur que River est une criminelle actuellement sous sa garde, coupable du meurtre d'un homme, mais dont il ne donne pas l'identité. Le Docteur fait ses adieux à Octavian et se précipite à l'intérieur.
La faille dans la paroi du poste de commande secondaire s'est élargie à la forêt, où Amy est protégée par quatre des clercs. Les Anges fuient la faille, terrifiés par l'avertissement du Docteur, laissant derrière eux Amy et les clercs. Le Docteur émet l'hypothèse que la faille permet au temps d'être réécrit et River lui demande comment la fermer. Le Docteur explique que la meilleure façon de la fermer est de l'alimenter par un événement spatio-temporel complexe : lui-même. Dans la forêt, trois des clercs partent inspecter la faille, qui apparaît simplement comme une lumière très vive mais, après leur départ, le clerc restant ne se souvient même pas qu'ils ont existé. Il part lui-même inspecter la faille, laissant Amy vraiment seule avec la seule compagnie d'un appareil de communication. Le Docteur appelle Amy et lui dit de venir vers la salle de commande. Elle demande pourquoi elle risquerait d'affronter les Anges et le Docteur lui réplique que les Anges ne peuvent que la tuer, tandis que la faille peut l'effacer du temps. Avec réticence et les yeux fermés, elle suit le signal du tournevis sonique, jusqu'à ce que les Anges arrivent et l'encerclent. Les Anges sont toujours très effrayés et suivent leur instinct de se pétrifier autour d'elle, mais Amy finit par trahir qu'elle ne voit pas et les Anges se précipitent pour la tuer. Juste à temps, River la téléporte dans le poste de commande.
Tous les Anges viennent à l'entrée de la salle et en ouvrent les portes en en absorbant l'énergie. L'Ange qui les conduit et parle avec la voix de Bob demande au Docteur de se jeter dans la faille afin de sauver les Anges, Amy et River. River, qui a également voyagé dans le temps, veut se jeter elle-même mais le Docteur rit à cette idée, disant qu'elle n'est pas aussi compliquée qu'un Ange et que seuls tous les Anges réunis sont équivalents à lui. Cela dit, le Docteur demande à ses amis de s'agripper à quelque chose car les Anges en absorbant l'énergie du vaisseau ont causé leur propre perte en privant la gravité artificielle d'alimentation, ce qui les envoie tous, pétrifiés, dans la faille. C'est assez pour la fermer, en anhihilant leur existence. Le groupe s'échappe vers l'extérieur du labyrinthe, Amy étant à présent en sécurité maintenant que l'Ange dans son esprit a été effacé du temps. Ils se souviennent de ceux qui ont été effacés car ils sont eux-mêmes des voyageurs du temps. River dit au Docteur qu'elle le reverra quand la Pandorica s'ouvrira, agaçant le Docteur qui déclare que la Pandorica n'est qu'un conte de fées. Elle dit aussi que l'homme qu'elle a tué était le meilleur homme qu'elle ait jamais connu. Elle est téléportée vers le vaisseau pénitentiaire, en compagnie des soldats survivants.
Amy demande au Docteur de la ramener chez elle et après lui avoir confié qu'elle se marie le lendemain matin et elle tente de le séduire et d'avoir des relations intimes avec lui. Il lui dit qu'il a 907 ans puis repousse ses baisers après un temps de surprise. Il comprend alors qu'elle est au centre de toutes les failles et que l'explosion temporelle qui les a créées survient le jour même, le jour de son mariage, le 26 juin 2010. Il l'entraîne rapidement vers le TARDIS afin de résoudre la question.

## Distribution
- Matt Smith : Onzième docteur
- Karen Gillan : Amy Pond
- Alex Kingston – River Song
- Iain Glen – Père Octavian
- David Atkins – Bob
- Darren Morfitt – Marco
- Mark Monero – Pedro
- George Russo – Phillip

### Version française[1]
- Société: Dubbing Brothers
- Adaptation: Olivier Lips et Rodolph Freytt
- Direction artistique: David Macaluso
- Mixage: Marc Lacroix

Avec les voix de :
- Marc Weiss : Le Docteur
- Audrey d'Hulstère : Amy Pond
- Manuella Servais : River Song
- Philippe Résimont : Père Octavian
- Gregory Praet : Bob

## Continuité
- Occurrence des fissures : Elles sont enfin expliquées dans cet épisode et ont un grand rôle à jouer dans la série. Apparemment elles permettent d'effacer quelque chose de l'espace temps, ce qui est la raison pour laquelle Amy ne se souvient pas des événements du double épisode La Terre volée/La Fin du voyage. De même la destruction de Londres par un Cybermonarque au milieu du XIXe siècle lors de l'épisode Cyber Noël a été complètement oubliée. Il fait aussi mention de la mare au canard sans canard dans Le Prisonnier zéro.
- Le terme « Pandorica » a été utilisé par le Prisonnier zéro dans Le Prisonnier zéro et lorsque le Docteur dit ne pas savoir ce qui a causé la fissure, les Anges rient, comme l'a fait le Prisonnier zéro en recevant la même réponse.
- La date citée comme étant le centre de l'explosion temporelle, le 26 juin 2010, est la date de diffusion originelle du dernier épisode de la saison. Cela eut pour effet de mettre fin à un débat sur internet au sujet de l'année où le Docteur a emmené Amy.
- Pendant sa réflexion sur l'expression Le temps qui file, le Docteur fait référence au Cybermonarque, qui a traversé Londres dans l'épisode Cyber Noël.

## Production

### Tournage
Les scènes de forêt à l'intérieur du Byzantium ont été filmées à Puzzlewood, dans la forêt de Dean. Les scènes de plage de cet épisode et le précédent ont été filmés à Southerndown au même endroit où se trouve la fameuse "Baie du Méchant Loup" ("Dårlig Ulv Stranden") (« Adieu Rose »)